# Digestión extracelular
La digestión extracelular se produce fuera de las células, en el interior del aparato digestivo, que es el encargado de acoger el alimento y de segregar sobre él las enzimas digestivas. Esta es una característica típica de los humanos.
Tiene lugar en las cavidades digestivas, de modo que permite digerir grandes masas de alimento. Va asociado a un gran desarrollo del aparato digestivo tubular y abierto en el que se secretan enzimas.
Los nutrientes son absorbidos en el intestino y pasan a la sangre, mientras que las sustancias no utilizadas siguen su tramo hasta llegar al ano, donde son expulsadas.

## Tipos de aparatos digestivos
Básicamente existen dos tipos de aparatos digestivos:
- La cavidad gastrovascular:  es una especie de bolsa con un solo orificio, que sirve a la vez de entrada del alimento y salida de los materiales indigeribles.
- El tubo digestivo: es un conducto que presenta un orificio de entrada, llamado boca, y otro de salida, llamado ano. Generalmente presenta varias regiones diferentes la boca, que realiza misiones digestivas específicas (como son la trituración y salivación) que permiten el paso de los alimentos a la faringe y el esófago. El estómago y el intestino cumplen funciones más complejas que implican la mezcla y la creación del quimo.

La digestión extra celular hace posible que los animales se alimenten de partículas mucho mayores, con lo que la alimentación se hace intermitente.
- Datos: Q1286836